# Polnische Poolbillard-Meisterschaft 2009
Die polnische Poolbillard-Meisterschaft 2009 war die 18. Austragung der nationalen Meisterschaft in der Billardvariante Poolbillard. Sie fand vom 16. bis 20. Dezember 2009 in Sokółka statt. In den Disziplinen 8-Ball, 9-Ball und 14/1 endlos wurden Wettbewerbe für Herren und Damen ausgetragen. Bei den Herren wurde diesem Jahr zudem erstmals ein 10-Ball-Wettbewerb ausgetragen. Der 14/1-endlos-Wettbewerb der Damen wurde zum letzten Mal ausgespielt.

## Medaillengewinner
| Disziplin            | Gold                                | Silber                                     | Bronze                                  | Bronze                                         |
| -------------------- | ----------------------------------- | ------------------------------------------ | --------------------------------------- | ---------------------------------------------- |
| Herren – 9-Ball      | Mateusz Śniegocki (Hades Poznań)    | Mariusz Skoneczny (LD Tomaszów Mazowiecki) | Mieszko Fortuński (Baribal Lubin)       | Radosław Babica (Nosan Kielce)                 |
| Herren – 8-Ball      | Radosław Babica (Nosan Kielce)      | Mateusz Śniegocki (Hades Poznań)           | Adam Skoneczny (LD Tomaszów Mazowiecki) | Mieszko Fortuński (Baribal Lubin)              |
| Herren – 10-Ball     | Karol Skowerski (Nosan Kielce)      | Mateusz Śniegocki (Hades Poznań)           | Tomasz Kapłan (Ósemka Rzeszów)          | Wojciech Trajdos (Konsalnet Warszawa)          |
| Herren – 14/1 endlos | Tomasz Kapłan (Ósemka Rzeszów)      | Wojciech Trajdos (Konsalnet Warszawa)      | Radosław Babica (Nosan Kielce)          | Konrad Piekarski (Metal Fach LP Sokółka)       |
| Damen – 9-Ball       | Katarzyna Wesołowska (Nosan Kielce) | Izabela Łącka (Falcon Sosnowiec)           | Karolina Stawarz (Ósemka Rzeszów)       | Monika Ząbek (Pino Ventor Dębica)              |
| Damen – 8-Ball       | Karolina Stawarz (Ósemka Rzeszów)   | Magdalena Diering (AB Rokietnica)          | Katarzyna Wesołowska (Nosan Kielce)     | Michalina Kryszak (UKS Łabiszynianka Łabiszyn) |
| Damen – 14/1 endlos  | Katarzyna Wesołowska (Nosan Kielce) | Izabela Łącka (Falcon Sosnowiec)           | Oliwia Czupryńska (Nosan Kielce)        | Karolina Stawarz (Ósemka Rzeszów)              |